# 陽臺式窗欄
陽臺式窗欄（英語：balconet、balconette）是一个建築術語，意指假阳台，用於描述落地窗外的欄杆，並且在窗戶打開時具有陽台的外觀。這種欄杆在法國、葡萄牙、西班牙和義大利是常見的建築形式。受威廉·莎士比亚的《罗密欧与朱丽叶》中的場景影響，他們也被稱為朱丽叶阳台 。
陽臺式窗欄的其中一個著名的例子是威尼斯的拉比亞宮 。

## 材料
這種陽台式窗欄或稱茱麗葉窗臺可以由各種材料製成。它們在以前通常是用石頭製成的，隨著現代的進步，有更多的選擇來創造美觀的陽台。較新的茱麗葉窗台的範圍從玻璃面板到不銹鋼，為建築提供更現代的外觀。 